# Sidadadi
Sidadadi is een bestuurslaag in het regentschap Indramayu van de provincie West-Java, Indonesië. Sidadadi telt 5459 inwoners (volkstelling 2010).